# Крутинский район
Крути́нский райо́н — административно-территориальная единица (район) и муниципальное образование (муниципальный район) на западе Омской области России.
Административный центр — рабочий посёлок Крутинка.

## География
Площадь района — 5800 км². Основные озёра: Салтаим, Тенис, Ик. Основная река: Оша

## История
Район образован в мае 1925 года из преобразованной Крутинской укрупнённой волости Тюкалинского уезда Омской губернии. Район вошёл в состав Омского округа Сибирского края.
В декабре 1925 года из Битиинского сельского совета выделен Ировский. Из Яманского сельского совета выделен Иковский. Из Новопокровского сельского совета выделен Ильинский. Из Салтаимского сельского совета выделен Калугинский. Из Красноярского сельского совета выделен Козулинский. Из Коневского сельского совета выделен Чумашкинский. Из Новокарасукского сельского совета выделен Куломзинский. Из Моторовского сельского совета выделен Лазаревский. Из Смоленского сельского совета выделен Лапинский. Из Пановского сельского совета выделен Мариинский. Из Орловского сельского совета выделен Новоникольский. Из Пушкинского сельского совета выделен Оглухинский. Из Ольгинского сельского совета выделен Филипповский. Из Чикишевского сельского совета выделен Самаровский. Из Чагинского сельского совета выделены Заозёрный, Смыковский. Из части Топоровского сельского совета выделен Челдакский.
В 1925 году в районе насчитывалось 85 населённых пунктов, 47 сельских советов, 8002 хозяйства.
На 1926 год в районе насчитывалось: 45 сельских советов (1 место в округе по числу сельсоветов), 86 населённых пунктов, 8502 хозяйства.
В 1926 году Боярковский сельский совет передан в Викуловский район Ишимского округа Уральской области.
В 1929 году Гуселетовский, Чумашкинский сельские советы присоединены к Коневскому. Иковский сельский совет присоединён к Яманскому. Орловский сельский совет присоединён к Ильинскому. Калугинский сельский совет присоединён к Салтаимскому. Центр Усть-Китерминского сельского совета перенесён из села Китерма в село Калачики. Центр Колодцевского сельского совета перенесён из села Колодцы в село Рыжково. Куломзинский сельский совет присоединён к Новокарасукскому. Лазаревский сельский совет присоединён к Толоконцевскому. Мариинский сельский совет присоединён к Пановскому.
В июле 1930 года район передаётся из упразднённого Сибирского края в Западно-Сибирский край. Ликвидирован Омский округ. Район передаётся в прямое подчинение краю.
В 1930 году Лапинский сельский совет присоединён к Коневскому.
В период 1930—1934 годов Смыковский сельский совет присоединён к Заозёрному. Ировский сельский совет присоединён к Битиинскому. Новоникольский сельский совет присоединён к Камышинскому. Колодцевский сельский совет переименован в Рыжковский. Смыковский сельский совет присоединён к Заозёрному.
На 1 января 1931 года в районе насчитывалось 37 сельских советов, 86 населённых пунктов. Площадь составляла 6769 квадратных километров. Расстояние до центра края 830 километров. Ближайшая железнодорожная станция Называевская в 53 километрах. Население района составляло 48792 человека.
В 1931 году насчитывалось 37 сельских советов, 99 населённых пунктов. Территория района составляла 6966 квадратных километров. Действовал 1 скотоводческий совхоз с 412 рабочими. Главными видами мелкой промышленности является кирпичное, кузнечное, овчинное, кожевенно-обувное, валяной обуви, мукомольно-крупяное, маслодельное. Социальная сфера: 65 школ I ступени, 4 ШКМ, 3 библиотеки, 4 изб-читален, 3 врачебных участка с 25 койками, медперсонал 5 человек (2 врача).
В районе издавалась колхозная газета «За социалистическое животноводство» выходящая 12 раз в месяц, средний тираж 3000 экземпляров.
В 1931 году Моторовский сельский совет присоединён к Толоконцевскому. Тихвинский сельский совет присоединён к Новоникольскому. Пушкинский сельский совет присоединён к Оглухинскому. Самаровский сельский совет присоединён к Чикишевскому. Смоленский сельский совет присоединён к Камышинскому. Филипповский сельский совет присоединён к Ольгинскому. Челдакский сельский совет присоединён к Шипуновскому. К Шипуновскому сельскому совету присоединён Топоровский.
На 15 февраля 1932 года имелось 67 МТФ, 5 ФВМ, 2 СТФ.
В апреле 1933 года из Называевского района переданы земли Маслосовхозов № 182 и № 354.
В 1933 году Чагинский сельский совет присоединён к Заозёрному. Из Яманского и части Шипуновского сельских советов выделен Кабаньевский. Козулинский сельский совет присоединён к Ольгинскому.
В декабре 1934 года район входит в образованную Омскую область.
В 1936 году насчитывалось 96 населённых пунктов, 22 сельских совета (1 латышский), 88 колхозов, 3 совхоза, 1 МТС, 75 начальных школ, 9 неполных средних школ, 1 средняя школа, 93 клубных учреждения, 1 больница, 2 амбулатории. Площадь 6789 квадратных километра.
В 1936 году Северо-Крутинский район стал именоваться Крутинским.
На 1 января 1938 года площадь района составляла 6600 квадратных километров, насчитывалось 22 сельских совета. Расстояние до центра области 202 километра. Ближайшая железнодорожная станция Называевская в 53 километрах.
В ноябре 1938 года Новопокровский, Ширяевский сельские советы присоединены к Ильинскому.
В 1939 году Битиинский, Камышинский, Коневский сельские советы переданы в Абатский район Омской области.
К 1 января 1941 года в районе насчитывалось 17 сельских советов. Площадь района равнялась 6600 квадратных километров. Расстояние до центра области 202 километра.
В 1941 году центр Ильинского сельского совета перенесён и села Ильинка в село Новопокровка. Центр Толоконцевского сельского совета перенесён из села Толоконцево в село Соловьёвка.
В 1943 году центр Толоконцевского сельского совета перенесён из села Соловьёвка в село Толоконцево.
К 1 января 1947 года в районе насчитывалось 17 сельских советов. Площадь района равнялась 6600 квадратных километров. Ближайшая железнодорожная станция Называевская 53 километрах.
В 1954 году Ильинский сельский совет присоединён к Яманскому. Салтаимский сельский совет присоединён к Усть-Китерминскому. Красноярский сельский совет присоединён к Толоконцевскому. Усть-Логатский сельский совет присоединён к Новокарасукскому. Ольгинский сельский совет присоединён к Пановскому.
В апреле 1957 года центр Усть-Китерминского сельского совета перенесён из села Калачики в село Салтаим.
В июле 1957 года из Пановского и Яманского сельских советов образован Кировский совхозный поселковый совет. Чикешивский сельский совет присоединён к Крутинскому и Оглухинскому.
В 1958 году Кировский совхозный поселковый совет переименован в Зиминский. Усть-Китерминский сельский совет переименован в Салтаимский.
В 1961 году Заозёрный сельский совет присоединён к Новокарасукскому.
В 1963 году район был ликвидирован. 11 сельских советов передано в Называевский район (Верхнечелдакский, Зиминский, Крутинский, Новокарасукский, Оглухинский, Пановский, Рыжковский, Салтаимский, Толоконцевский, Шипуновский, Яманский).
В 1964 году район вновь образован. 12 сельских советов и 1 совхозных поселковых совет переданы из Называевского района (Большесафонинский, Верхнечелдакский, Зиминский, Крутинский, Новокарасукский, Оглухинский, Пановский, Рыжковский, Салтаимский, Толоконцевский, Шипуновский, Яманский сельские советы и Искровский совхозные поселковые советы).
В 1965 году в Называевский район переданы Большесафонинский сельский совет и Искровский совхозный поселковый совет.
В ноябре 1968 года село Крутинка преобразовано в рабочий посёлок.
В декабре 1968 года Салтаимский сельский совет переименован в Крутинский поселковый совет с переносом центра из села Салтаим в рабочий посёлок Крутинка.
В 1969 году Верхнечелдакский сельский совет присоединён к Шипуновскому.
В 1981 году Крутинский сельский совет переименован в Китерминский с переносом центра из рабочего посёлка Крутинка в село Китерма.
К 1987 году ближайшая железнодорожная станция Называевская в 52 километрах. Расстояние до Омска 185 километров.
На 1 марта 1991 года в районе насчитывалось 9 сельских советов, 1 рабочий посёлок и 47 населённых пунктов в сельской местности. Территория района 5700 квадратных километров. Население района 23411 человек. Действовало 10 совхозов («Крутинский», им. Кирова, «Салтаимский», «Новокарасукский», «Оглухинский», «Пановский», «Рыжковский», «Ировский», «Шипуновский», «Новопокровский»), 1 коопзверпромхоз.
В 1993 году сельские советы упразднены.
В 2003 году введены в районе сельские округа.
В 2008 году в районе был исключён 1 населённый пункт из учётных данных (деревня Солорёвка).
На 1 января 2009 года в районе насчитывалось: 1 рабочий посёлок, 46 сельских населённых пунктов, 9 сельских округов.
В 2011 году был утверждён герб района.

## Население
| 1926    | 1931    | 1959    | 1970    | 1979    | 1989    | 2002    |
| ------- | ------- | ------- | ------- | ------- | ------- | ------- |
| 45 573  | ↗48 792 | ↘29 246 | ↘27 219 | ↘24 097 | ↘23 411 | ↘21 287 |
| 2009    | 2010    | 2011    | 2012    | 2013    | 2014    | 2015    |
| ↘19 393 | ↘17 408 | ↘17 348 | ↘16 909 | ↘16 615 | ↘16 309 | ↘16 112 |
| 2016    | 2017    | 2018    | 2019    | 2020    | 2021    | 2023    |
| ↘15 905 | ↘15 666 | ↘15 350 | ↘15 029 | ↘14 719 | ↘13 126 | ↗13 896 |

В 1925 году по похозяйственным книгам в районе насчитывалось 42346 человек обоих полов.
По Всесоюзной переписи населения 17 декабря 1926 года в районе проживало 45573 человека (21854 м — 3719 ж). Крупные национальности: русские, латыши, эстонцы.
На 1 января 1931 года население района составляло 48792 человека. Крупные национальности: русские 94,7 %, латыши 2,1 %. Плотность населения 7,0 человек на 1 квадратный километр.
По Всесоюзной переписи населения 15 января 1959 года в районе проживало 29246 человек в сельской местности (13042 м — 16204 ж).
По Всесоюзной переписи населения 15-22 января 1970 года в районе проживало 27219 человек (12200 м — 15019 ж).
По Всесоюзной переписи населения 17 января 1979 года в районе проживало 24097 человек (10943 м — 13154 ж).
По Всесоюзной переписи населения 12-19 января 1989 года в районе проживало 23411 человек (11011 м — 12400 ж).
По Всероссийской переписи населения 9 октября 2002 года в районе проживало 21287 человек (10176 м — 11111 ж).
По Всероссийской переписи населения 14-25 октября 2010 года в районе проживало 17408 человек (8206 м — 9202 ж). В процентном отношении 47,1 % мужчин и 52,9 % женщин.

### Урбанизация
В городских условиях (рабочий посёлок Крутинка) проживают 47,83 % населения района.

### Национальный состав
По Всероссийской переписи населения 2010 года
| Национальность  | Численность населения, чел. | Доля от населения |
| --------------- | --------------------------- | ----------------- |
| Казахи          | 509                         | 2,92              |
| Латыши          | 96                          | 0,55              |
| Немцы           | 231                         | 1,33              |
| Русские         | 15807                       | 90,80             |
| Татары          | 60                          | 0,34              |
| Украинцы        | 127                         | 0,73              |
| Прочие нации    | 578                         | 3,32              |
| Итого по району | 17408                       | 100,00            |

## Муниципально-территориальное устройство
В Крутинском районе 47 населённых пунктов в составе одного городского и девяти сельских поселений:
| №  | Городское и сельские поселения     | Административный центр   | Количество населённых пунктов | Население | Площадь, км2 |
| -- | ---------------------------------- | ------------------------ | ----------------------------- | --------- | ------------ |
| 1  | Крутинское городское поселение     | рабочий посёлок Крутинка | 4                             | ↘6864     | 398,64       |
| 2  | Зиминское сельское поселение       | село Зимино              | 5                             | ↘1054     | 439,49       |
| 3  | Китерминское сельское поселение    | село Китерма             | 6                             | ↘618      | 668,01       |
| 4  | Новокарасукское сельское поселение | село Новокарасук         | 8                             | ↘1006     | 912,71       |
| 5  | Оглухинское сельское поселение     | село Оглухино            | 4                             | ↘964      | 357,46       |
| 6  | Пановское сельское поселение       | село Паново              | 4                             | ↘643      | 427,99       |
| 7  | Рыжковское сельское поселение      | село Рыжково             | 4                             | ↘276      | 446,43       |
| 8  | Толоконцевское сельское поселение  | село Толоконцево         | 4                             | ↘142      | 905,04       |
| 9  | Шипуновское сельское поселение     | село Шипуново            | 4                             | ↘636      | 774,63       |
| 10 | Яманское сельское поселение        | село Яман                | 4                             | ↘693      | 390,93       |

| №  | Населённый пункт               | Тип             | Население | Муниципальное образование          |
| -- | ------------------------------ | --------------- | --------- | ---------------------------------- |
| 1  | Березово                       | деревня         | 30        | Китерминское сельское поселение    |
| 2  | Верхний Яман                   | деревня         | 67        | Рыжковское сельское поселение      |
| 3  | Горькое                        | деревня         | 149       | Шипуновское сельское поселение     |
| 4  | Гуляй-Поле                     | деревня         | 157       | Зиминское сельское поселение       |
| 5  | Деревня имени Максима Горького | деревня         | 37        | Новокарасукское сельское поселение |
| 6  | Заозерная                      | деревня         | 68        | Новокарасукское сельское поселение |
| 7  | Зимино                         | село            | 881       | Зиминское сельское поселение       |
| 8  | Ик                             | деревня         | 40        | Яманское сельское поселение        |
| 9  | Кабанье                        | деревня         | 28        | Китерминское сельское поселение    |
| 10 | Калачики                       | деревня         | 139       | Крутинское городское поселение     |
| 11 | Калугино                       | деревня         | 39        | Китерминское сельское поселение    |
| 12 | Камчатка                       | деревня         | 71        | Пановское сельское поселение       |
| 13 | Китерма                        | село            | 626       | Китерминское сельское поселение    |
| 14 | Козулино                       | деревня         | 32        | Пановское сельское поселение       |
| 15 | Колодцы                        | деревня         | 137       | Рыжковское сельское поселение      |
| 16 | Коломенка                      | деревня         | 70        | Новокарасукское сельское поселение |
| 17 | Красный Пахарь                 | деревня         | 38        | Яманское сельское поселение        |
| 18 | Красный Яр                     | деревня         | 136       | Пановское сельское поселение       |
| 19 | Крутинка                       | рабочий посёлок | ↘6647     | Крутинское городское поселение     |
| 20 | Моторово                       | деревня         | 1         | Толоконцевское сельское поселение  |
| 21 | Мысы                           | деревня         | 25        | Новокарасукское сельское поселение |
| 22 | Никольск                       | деревня         | 102       | Толоконцевское сельское поселение  |
| 23 | Новгородцево                   | посёлок         | 223       | Крутинское городское поселение     |
| 24 | Новокарасук                    | село            | 1263      | Новокарасукское сельское поселение |
| 25 | Новопокровка                   | деревня         | 142       | Яманское сельское поселение        |
| 26 | Оглухино                       | село            | ↘1061     | Оглухинское сельское поселение     |
| 27 | Ольгино                        | деревня         | 180       | Зиминское сельское поселение       |
| 28 | Орлово                         | деревня         | 1         | Рыжковское сельское поселение      |
| 29 | Паново                         | село            | 865       | Пановское сельское поселение       |
| 30 | Пушкино                        | деревня         | 135       | Оглухинское сельское поселение     |
| 31 | Рыжково                        | село            | ↘341      | Рыжковское сельское поселение      |
| 32 | Салтаим                        | деревня         | 113       | Китерминское сельское поселение    |
| 33 | Самаровка                      | деревня         | 103       | Крутинское городское поселение     |
| 34 | Сингуль                        | деревня         | 88        | Шипуновское сельское поселение     |
| 35 | Старичье                       | деревня         | 3         | Новокарасукское сельское поселение |
| 36 | Стахановка                     | деревня         | 84        | Зиминское сельское поселение       |
| 37 | Толоконцево                    | село            | 268       | Толоконцевское сельское поселение  |
| 38 | Троицк                         | деревня         | 41        | Толоконцевское сельское поселение  |
| 39 | Усть-Китерма                   | деревня         | 129       | Китерминское сельское поселение    |
| 40 | Усть-Логатка                   | деревня         | 185       | Новокарасукское сельское поселение |
| 41 | Чагино                         | деревня         | 9         | Новокарасукское сельское поселение |
| 42 | Челдак                         | деревня         | 6         | Шипуновское сельское поселение     |
| 43 | Чикишево                       | деревня         | 214       | Оглухинское сельское поселение     |
| 44 | Чумановка                      | деревня         | 146       | Оглухинское сельское поселение     |
| 45 | Шипуново                       | село            | 736       | Шипуновское сельское поселение     |
| 46 | Ширяево                        | деревня         | 107       | Зиминское сельское поселение       |
| 47 | Яман                           | село            | 759       | Яманское сельское поселение        |

Исчезнувшие населённые пункты
- деревня Солорёвка (1920-е-2008)
- деревня Нички (1920-е)
- деревня Михайловка
- деревня Топорки

## Достопримечательности
- На территории Крутинского района находятся самые большие озёра Омской области — Ик, Салтаим и Тенис (Большие Крутинские озёра).
- К Крутинскому району относится урочище Сакко и Ванцетти, находящееся на территории Абатского района Тюменской области.
- На Больших Крутинских озёрах обитает самая северная популяция кудрявых пеликанов, занесённых в Красную Книгу России.

Памятники истории, архитектуры, археологии и монументального искусства
- Памятник воинам-землякам, погибшим в годы Великой Отечественной войны 1941—1945, ул. Ленина рп Крутинка
- Участок Московско-Сибирского тракта, проложенный в 1759 году, деревня Орлово
- Бюст Героя Советского Союза Ф. Г. Крылова 1974, деревня Пушкино
- Челдакский форпост, деревня Челдак
- Степанихинский форпост, северо-восточней бывшей деревни Степаниха[60]
- Особняк купца Вольфа конец XIX века, в здании размещался штаб 51 дивизии, освобождавшей Сибирь от белогвардейцев в 1919, ул. Ленина 11 рп Крутинка[61]
- Могила И. Г. Якобсона, погибшего во время Западно-Сибирского (Ишимского) восстания в 1921, ул. Якобсона село Рыжково[62]
- Дом, в котором располагался штаб 51 дивизии, освободившей Сибирь от белогвардейцев, ул. Ленина 9 рп Крутинка
- Могильник курганный «Крутинка-4», 1,25 км северо-западнее рп Крутинка, 0,3 км северо-западнее лагеря отдыха
- Поселение «Крутинка-3», 1,4 км северо-западнее рп Крутинка, берег озера Ик
- 30 поселений-археологических памятников, деревня Усть-Логатка
- 22 поселения-археологических памятников, село Новокарасук
- 12 поселений-археологических памятников, деревня Мысы
- 10 поселений и курганных могильников-археологических памятников, деревня Ик
- 8 поселений-археологических памятников, деревня им. Максима Горького
- 7 поселений-археологических памятников, деревня Яман
- 6 поселений-археологических памятников, деревня Красный Пахарь